# 牙合甫·排都拉
牙合甫·排都拉（1971年5月—），男，维吾尔族，中共党员，新疆哈密市人。中华人民共和国政治人物。现任中共乌鲁木齐市委副书记、市人民政府市长。